# Dolina Kúr
Dolina Kúr se nachází na severní straně Malé Fatry. Protéká jí stejnojmenný potok. V horní části se větví na Kukurišovu dolinu, Prostrednú dolinu a Haviarsku dolinu. Prochází jí modře značený chodník z Krasnian do sedla Priehyb. V dolině se nachází Kukuríšova jeskyně .